# لاري كرايغ
لاري كرايغ (بالإنجليزية: Larry Craig )‏ (و. 1945  م) هو سياسي، ومربي ماشية، وفلاح أمريكي، ولد في كونسيل، أيداهو، هو عضوٌ في الحزب الجمهوري.

## مناصب
تولى منصب عضو مجلس الشيوخ الأمريكي (3 يناير 2007–3 يناير 2009)، وعضو مجلس الشيوخ الأمريكي (3 يناير 2005–3 يناير 2007)، وعضو مجلس الشيوخ الأمريكي (7 يناير 2003–3 يناير 2005)، وعضو مجلس الشيوخ الأمريكي (3 يناير 2001–3 يناير 2003)، وعضو مجلس الشيوخ الأمريكي (3 يناير 1999–3 يناير 2001)، وعضو مجلس الشيوخ الأمريكي (7 يناير 1997–3 يناير 1999)، وعضو مجلس الشيوخ الأمريكي (3 يناير 1995–3 يناير 1997)، وعضو مجلس الشيوخ الأمريكي (3 يناير 1993–3 يناير 1995)، وعضو مجلس الشيوخ الأمريكي (3 يناير 1991–3 يناير 2009)، وعضو مجلس الشيوخ الأمريكي (3 يناير 1991–3 يناير 1993)، وعضو مجلس النواب الأمريكي (3 يناير 1981–3 يناير 1991)، ومندوب ‏ (1976–1978)، وعضو مجلس ولاية أيداهو (1974–1980).

## التعليم
تعلم في جامعة جورج واشنطن (حتى 1970)، ويونيفيرسيتي اوف ايداهو، وتحصل منها على بكالوريوس في الفنون (حتى 1969)، ومدرسة ابتدائية.